# 上井覚兼日記
『上井覚兼日記』（うわいかくけんにっき）は島津氏家臣の上井覚兼の記した日記。読み方を「うわいかっけんにっき」とするものもある。また、『上井覚兼日帳』『伊勢守日記』ともいう。東京大学史料編纂所蔵。『大日本古記録』所収。
天正2年（1574年）から同14年（1586年）にわたり書かれたが、数年にわたる欠落部分がある。天正期の島津氏や九州の諸大名の動向などを知ることが出来る貴重な史料である。
また、芸能や信仰生活など戦国大名家の日常に関する記事もみられる。